# かぐや (小惑星)
かぐや (10880 Kaguya) は小惑星帯の小惑星である。佐藤直人が1996年に秩父市で発見した。
2007年9月に打ち上げられた日本の月探査機かぐや (SELENE) に因んで、2009年4月に命名された。